# Spojené provincie nizozemské
Spojené provincie nizozemské, oficiálně zvané Republika spojených nizozemských provincií (či Republika sedmi spojených provincií, nizozemsky: Republiek der Zeven Verenigde Nederlanden), také označovaná jako Republika sedmi Nizozemských provincií, byly historickým státním útvarem na území dnešního Nizozemska, vzniklým dne 26. července 1581 a existujícím do 18. ledna 1795, kdy byla vyhlášena na Francii závislá Batávská republika.
Základem budoucích Spojených provincií nizozemských se stala Utrechtská unie v roce 1579. Jako samostatný stát se útvar konstituoval v roce 1581 po sesazení Filipa II. v severonizozemských provinciích. Jejich nezávislost byla až v roce 1609 uznána Španělskem a v roce 1648 definitivně potvrzena vestfálským mírem. Spojené provincie nizozemské byly konfederativní republikou v čele s místodržícím (stathouder). Ten byl vždy zvolen z potomků Viléma I. Oranžského a tedy z rodu Oranžsko-Nasavského, a to i přesto, že se jednalo o republiku (šlo tedy o „polomonarchii“). Za vlády Viléma IV., jenž byl generálním místodržitelem (Stadhouder-Generaal) všech provincií, byla v roce 1747 uzákoněna dědičná funkce místodržitele v rodu Oranžsko-Nasavském. Spojené provincie se tak staly oficiálně monarchií.
Podle nejvýznamnější země byly provincie též nazývány Holandsko nebo také Holandská republika. V roce 1795 byly Spojené provincie obsazeny francouzským vojskem a přeměněny v Batávskou republiku.

## Uspořádání

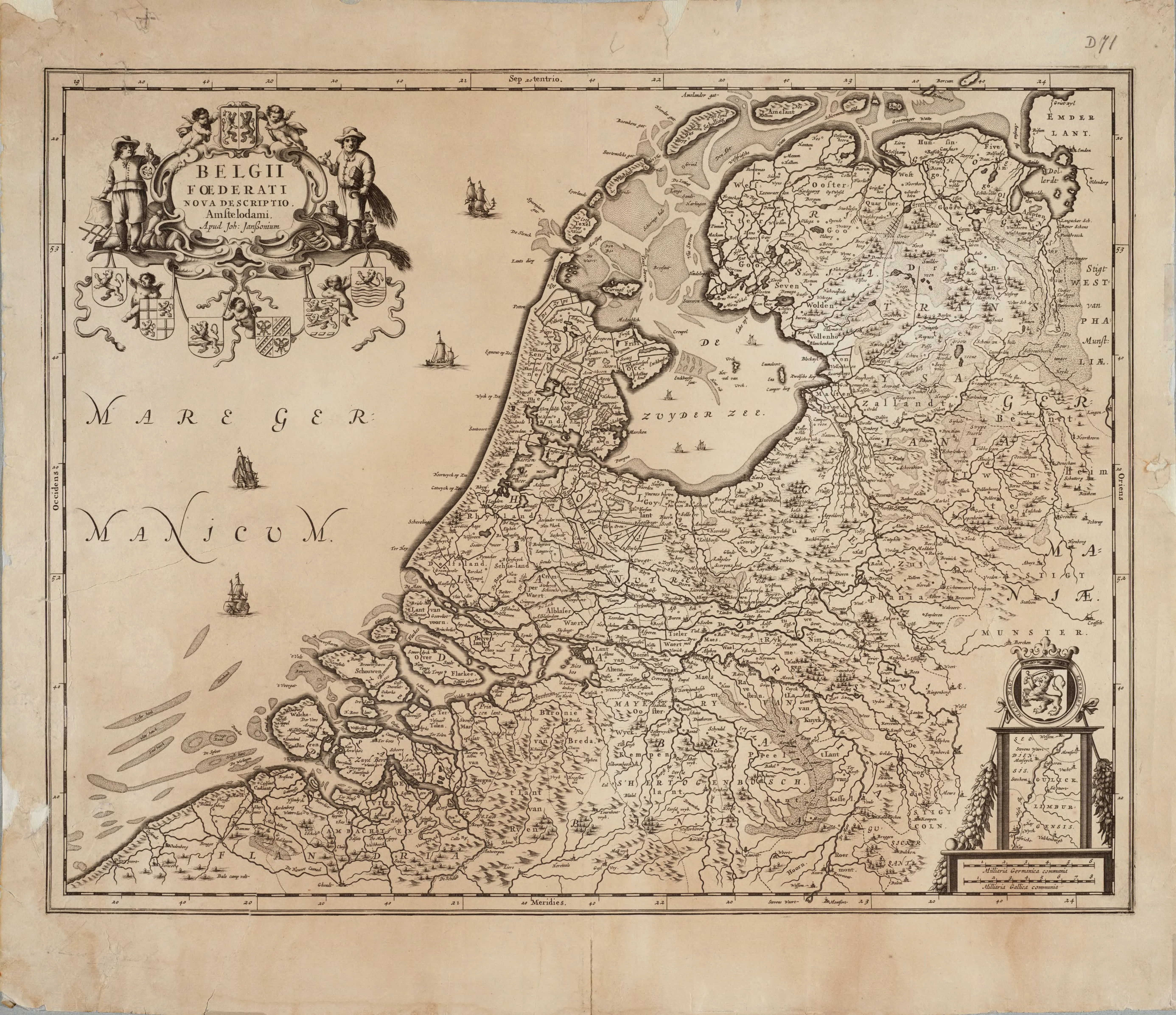
Mapa spojených provincií z roku 1658

Šlo původně o konfederaci složenou ze sedmi provincií se značnou mírou nezávislosti, kterými byly Holandsko, Zeeland, Frísko, Groningen, Utrecht, Gelderland a Overijssel. Fakticky existovala ještě osmá provincie, jíž bylo Drenthe, ale to kvůli své velké chudobě nebylo zastoupeno v generálních stavech a neplatilo federální daně. Dále zde byla čtyři území pod přímou správou generálních stavů, zvaná Země generality. K těmto územím patřily Zeelandské Flandry, Stavovský Brabant, Stavovské Horní Geldry a Stavovské Zamází.
Konfederace nizozemských provincií se roku 1795 transformovala do unitární Batávské republiky.

## Státní symbolika

Vlajka:
do roku 1648 (Prinsenvlag)
od roku 1648 (Statenvlag)

Znak:
do roku 1665
od roku 1665
varianta, malý znak
neoficiální znak

## Odkazy

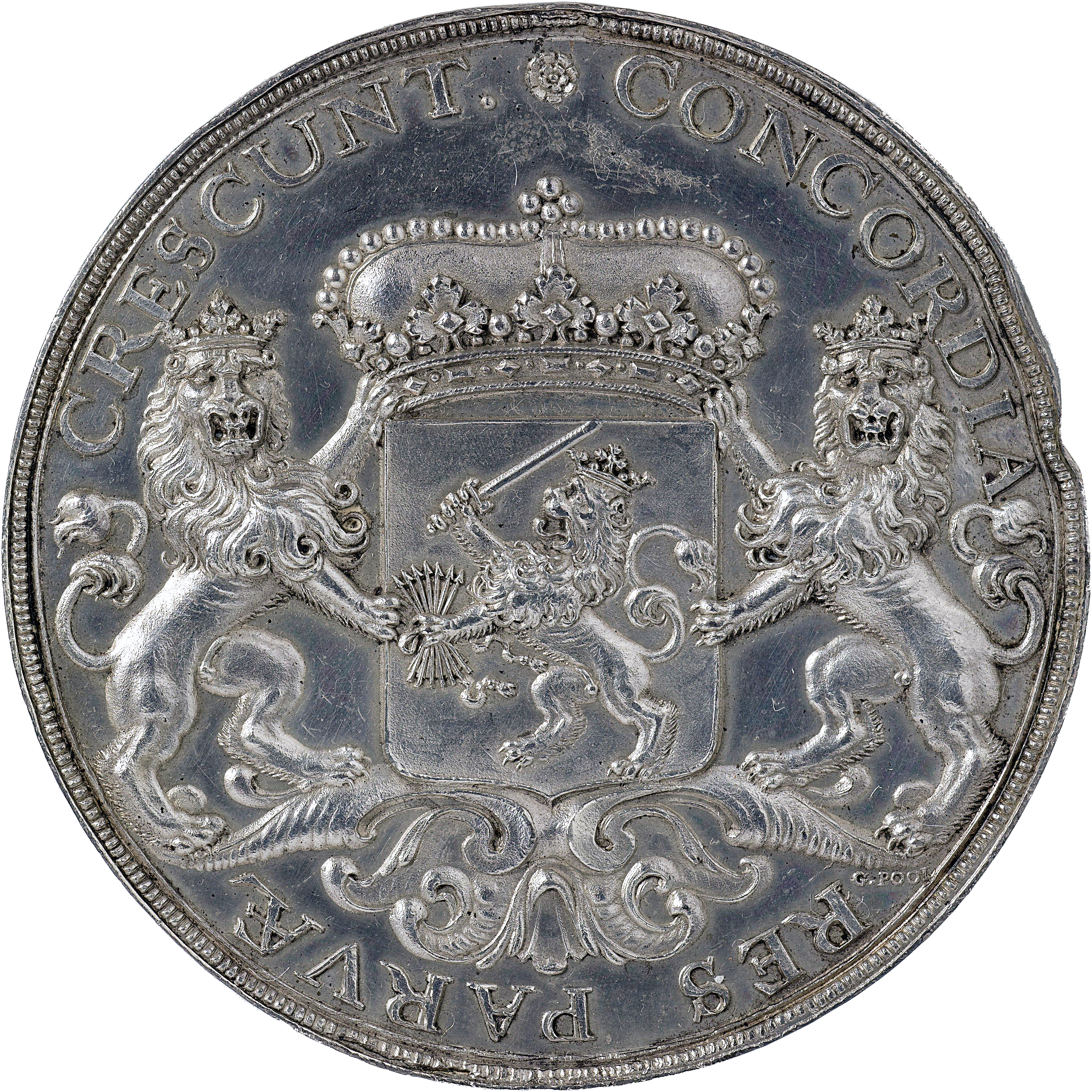
Pamětní mince se znakem republiky